# Black Faith
Black Faith è il quarto album in studio del gruppo musicale Cancer, pubblicato nel 1995 dalla EastWest.

## Tracce
1. "Ants (Nemesis Ride)" 4:59
2. "Who Do You Think You Are" 4:38
3. "Face To Face" 3:52
4. "Without Cause" 6:10
5. "White Desire" 3:08
6. "Kill Date" 4:15
7. "Temple Song" 2:32
8. "Black Faith" 3:15
9. "Highest Orders" 4:43
10. "Space Truckin'" (cover dei Deep Purple) 4:31
11. "I Save Me From Myself" 3:27

## Formazione
- John Walker - voce, chitarra
- Barry Savage - chitarra
- Ian Buchanan - basso
- Carl Stokes - batteria